# Uroš Slokar
Uroš Slokar, slovenski košarkar, * 14. maj 1983, Ljubljana, Slovenija
Uroš »Sloki« Slokar, je slovenski košarkar, visok 210 cm, ki igra na igralni poziciji centra in krilnega centra. Nase je opozoril že v mladinskih vrstah, na EP za mlade do 20 let leta 2004 je igral v ekipi, ki je osvojila zlato kolajno. Naslednjega leta, 2005 pa je zaigral tudi za člansko izbrano vrsto Slovenije. Krasi ga racionalna igra v obrambi in napadu ter tudi učinkovit met za tri točke. 

## Začetki
Za košarkarsko igro ga je navdušil športni pedagog na OŠ Franceta Bevka v Ljubljani Aleš Peče, s pomočjo katerega se je kmalu pridružil ježiškim košarkarjem. Pod vodstvom Aleša Pečeta so bili strah in trepet pionirskega festivala, največjega slovenskega tekmovanja osnovnih šol v košarki. Saj sta z njim v ekipi igrala tako Erazem Lorbek kot tudi nogometaš Boštjan Cesar. Za Ježico je igral pod taktirko trenerjev Aleša Omejca, Klemna Hazabenta in Petra Brumna do konca kadetske sezone. Ob koncu le te je na njegovi košarkarski in osebni življenjski poti prišlo do najtežjega obdobja. Na tekmi slovenske mladinske reprezentance se je huje poškodoval in obsojen je bil na dolgotrajno in mučno sanacijo poškodbe, ki pa jo je z veliko podporo družine uspešno prestal. Nastopil je čas za njegov prvi prestop, saj se je pridružil ekipi Slovana v prvi slovenski košarkarski ligi. Zaključil je šolanje in opravil maturo na Gimnaziji Bežigrad, vseskozi pa je bil tudi član vseh mlajših reprezentanc.

## Klubska kariera
Igral je za klube Sloveniji, Ježica in Slovan, v Italiji za Snaidero in Benetton Treviso, v ligi NBA Toronto Raptors (Kanada), za sezono 2009/10 pa je podpisal z najuspešnejšim slovenskim klubom vseh časov, Unionom Olimpijo. V sezoni 2015/2015 bo igral v španskem klub Sevilla, katere član bo tudi nekdanji slovenski reprezentant Boštjan Nachbar.

## Državna reprezentanca
Od 25. septembra 2005 je bil stalni član slovenske košarkarske reprezentance, za katero zbral 76 uradnih nastopov na šestih EP (2005, 2007, 2009, 2011, 2013, 2015) in treh SP (2006, 2010, 2014) ter na njih dosegel 344 točk, kar ga uvršča med 5 najboljših slovenskih košarkarjev na večni lestvici nastopov KZS. 

## Slokar zasebno
Njegovi največji vzorniki so Michael Jordan, Bill Gates in Igor Akrapovič, tri košarkarske osebnosti, ki so nanj naredile največji vtis, pa so Emanuel Ginobili, Jorge Garbajosa in Magic Johnson. Končal je prvi letnik fakultete za računalništvo ter velja za enega najbolj podkovanega košarkaša na tem področju.

## Dosežki
- Slovenski novinec leta 2002
- 3x prvak ŠKL z Gimnazijo Bežigrad
- Italijanski pokalni prvak leta 2004, 2010
- Italijanski državni prvak 2006, 2010
- Izbran s strani Toronto Raptors kot 58. izbor
- Prvak Centralne divizije v NBA 2007